# Люксембург (кантон)
Люксембу́рг (Lëtzebuerg) — кантон в складі округу Люксембург герцогства Люксембург.

## Адміністративний поділ

### Комуни
Кантон включає в себе 11 комун:
| Комуна        | Площа, км² | Населення, осіб | Рік  | Центр         | Поселення |
| ------------- | ---------- | --------------- | ---- | ------------- | --------- |
| Бертранж      | 17,38      | 6302            | 2007 | Бертранж      | 1         |
| Вальферданж   | 7,06       | 6437            | 2001 | Вальферданж   | 3         |
| Вейлер-ла-Тур | 17,07      | 1321            | 2001 | Вейлер-ла-Тур | 3         |
| Есперанж      | 27,22      | 11323           | 2007 | Есперанж      | 5         |
| Контерн       | 20,55      | 3226            | 2006 | Контерн       | 4         |
| Люксембург    | 51,24      | 91857           | 2009 | Люксембург    | 1         |
| Нідеранвен    | 41,36      | 5579            | 2006 | Нідеранвен    | 8         |
| Сандвейлер    | 7,73       | 3033            | 2005 | Сандвейлер    | 2         |
| Штейнсель     | 21,81      | 4609            | 2006 | Штейнсель     | 3         |
| Штрассен      | 10,71      | 7421            | 2009 | Штрассен      | 1         |
| Шуттранж      | 16,10      | 3304            | 2007 | Шуттранж      | 5         |

### Населені пункти
Нижче подано всі населені пункти кантону за комунами:
- Комуна Бертранж
  - Бертранж
- Комуна Вальферданж
  - Берельданж
  - Вальферданж
  - Хельмсанж
- Комуна Вейлер-ла-Тур
  - Вейлер-ла-Тур
  - Сірен
  - Хассель
- Комуна Есперанж
  - Альзінген
  - Есперанж
  - Іціг
  - Фентанж
  - Ховальд
- Комуна Контерн
  - Етранж
  - Контерн
  - Медінген
  - Мутфорт
- Комуна Люксембург
  - Люксембург
- Комуна Нідеранвен
  - Бірелер
  - Ернстер
  - Нідеранвен
  - Оберанвен
  - Рамеладанж
  - Сеннінген
  - Сеннінгерберг
  - Хостерт
- Комуна Сандвейлер
  - Сандвейлер
  - Фіндель
- Комуна Штейнсель
  - Мюллендорф
  - Хейсдорф
  - Штейнсель
- Комуна Штрассен
  - Штрассен
- Комуна Шуттранж
  - Мюнсбах
  - Нюнхаусген
  - Уберсірен
  - Шрассінг
  - Шуттранж

### Найбільші міста
Населені пункти, які мають населення понад 1 тисячу осіб:
| Населений пункт | Населення, осіб | Рік  | Комуна      |
| --------------- | --------------- | ---- | ----------- |
| Люксембург      | 91857           | 2009 | Люксембург  |
| Штрассен        | 7421            | 2009 | Штрассен    |
| Бертранж        | 6302            | 2007 | Бертранж    |
| Ховальд         | 5006            | 2009 | Есперанж    |
| Берельданж      | 3570            | 2001 | Вальферданж |
| Сандвейлер      | 2474            | 2001 | Сандвейлер  |
| Есперанж        | 2412            | 2009 | Есперанж    |
| Фентанж         | 2242            | 2009 | Есперанж    |
| Хельмсанж       | 2139            | 2001 | Вальферданж |
| Іціг            | 2066            | 2009 | Есперанж    |
| Штейнсель       | 1924            | 2006 | Штейнсель   |
| Альзінген       | 1695            | 2009 | Есперанж    |
| Хейсдорф        | 1553            | 2001 | Штейнсель   |
| Сеннінгерберг   | 1536            | 2001 | Нідеранвен  |
| Нідеранвен      | 1480            | 2006 | Нідеранвен  |
| Мутфорт         | 1204            | 2006 | Контерн     |
| Контерн         | 1121            | 2006 | Контерн     |
| Шрассіг         | 1027            | 2001 | Шуттранж    |
| Шуттранж        | 1010            | 2007 | Шуттранж    |
| Мюллендорф      | 1005            | 2001 | Штейнсель   |

## Демографія
Динаміка чисельності населення